# Helconidea uchidai
Helconidea uchidai är en stekelart som först beskrevs av Watanabe 1931.  Helconidea uchidai ingår i släktet Helconidea och familjen bracksteklar. Inga underarter finns listade i Catalogue of Life.